# バスターマシン
バスターマシンとは、アニメ『トップをねらえ!』および『トップをねらえ2!』に登場する架空の兵器。

## 概要
太陽系に絶えず侵攻を続ける宇宙怪獣を撃退し、人類の存続のために戦う対宇宙怪獣戦闘用決戦兵器である。1万年の長期において、その折々の宇宙怪獣、財政状況、技術力によって開発コンセプトを変え、常に進化を続けた。
唯一の共通兵装として、すべてのバスターマシンにバスタービームと呼称される兵器が搭載されている。これはガンバスター時代からの伝統のようなもので、兵装の動作原理や機構を示すものではなく、バスターマシンの最大威力を持つ射撃兵器がバスタービームと呼ばれる。7号のような熱線タイプのバスタービームもあるが、ガンバスター、ディスヌフ、キャトフヴァンディスのような冷凍光線タイプのバスタービームも存在する。
なおバスタービームなどの光色は、縮退炉を使用している機体は赤色、トップレスが操る機体はクレフシン光と同じく青色となっている。
トップをねらえ!
搭載された「縮退炉」によって、莫大な出力を得ている。その代表格である1号と2号が合体したガンバスターは凄まじい破壊力を持っており、グレートガンバスターに至っては、出力は無限大ともされている。
トップをねらえ2!
縮退炉は宇宙怪獣を引きつける可能性が指摘され、遙か昔に封印されており、同時にワープ技術も失われている。
代わりに、トップレスの能力（エキゾチックマニューバ）によって作動する思考機械の一種「フィジカルキャンセラー」が搭載されている。実際に物理法則を無効化するわけではないが、トップレスが持つ現実改変能力で、変換と数学的な量子の振る舞いを制御することができるものであり、これを原動力として稼動している。
また火器管制や軌道制御などは搭載された人工知能が行なっており、ここに戦闘経験値も蓄えられていく。
また、トップレスが大人になると「あがり」という能力喪失の時期を迎えるため、機体は常に改修、修繕されながら次のトップレスへ受け継がれていく。
装甲素材はガンバスターと同じスペースチタニウムのほか、「形状記憶超合金（ニューバスター合金）」が使用されている。
開発時期により設計思想がまったく異なり、一つとして同じ機体が存在しない。基本的に10番ごとに開発コンセプトが見直されている。
なお、フランス語読みはトップレス能力で稼働する機体にのみ適用される。

## 一覧
| バスターマシン一覧 | バスターマシン一覧                         | バスターマシン一覧                         |
| 番号               | 機体名                                     | パイロット                                 |
| ------------------ | ------------------------------------------ | ------------------------------------------ |
| 1                  | バスターマシン1号                          | タカヤ・ノリコ                             |
| 2                  | バスターマシン2号                          | アマノ（オオタ）・カズミ、ユング・フロイト |
| 3                  | バスターマシン3号                          | オオタ・カズミ                             |
| 4                  | バスターマシン4号                          | ハヤミ・マリナ                             |
| 5                  | バスターマシン5号                          | アラシ・ジュン                             |
| 7                  | ノノ(バスターマシン7号)                    | -                                          |
| 19                 | ディスヌフ(dix-neuf)（バスターマシン19号） | カシオ・タカシロウ、ラルク・メルク・マール |
| 22                 | ヴァンドゥ(vingt-deux)                     | ゴウヤ・レイシ                             |
| 27                 | ヴァンセット(vingt-sept)                   | ニコラス・バセロン                         |
| 30                 | トラント(trente)                           | -                                          |
| 33                 | トラントロワ(trente-trois)                 | -                                          |
| 35                 | トランサン(trente-cinq)                    | シャン・メイリー、ヴィータ・ノヴァ         |
| 36                 | トランシス(trente-six)                     | ニャーン・ヌォク・チャム                   |
| 42                 | カランドゥ(quarante-deux)                  | サーペンタイン姉妹                         |
| 44                 | カランカトル(quarante-quatre)              | -                                          |
| 48                 | カランユイ(quarante-huit)                  | -                                          |
| 50                 | サンカント(cinquante)                      | ロイ・アニャン                             |
| 52                 | サンカンドゥ(cinquante-deux)               | -                                          |
| 55                 | サンカクサンク(cinquante-cinq)             | カトフェル・パタタ                         |
| 59                 | サンカンヌ(cinquante-neuf)                 | -                                          |
| 60                 | ソワサント(soixante)                       | シトロン・リモーネ                         |
| 61                 | ソワンテアン(soixante-et-un)               | パシカ・ペスカ・ペルシクム                 |
| 62                 | ソワサンドゥ(soixante-deux)                | ワシーリ・イワノヴィチ                     |
| 64                 | ソワンサンカトル(soixante-quatre)          | -                                          |
| 66                 | ソワサンシス(soixante-six)                 | チコ・サイエンス                           |
| 68                 | ソワンサンユイ(soixante-huit)              | -                                          |
| 69                 | ソワサンヌフ(soixante-neuf)                | -                                          |
| 70                 | ソワサンディス(soixante-dix)               | -                                          |
| 71                 | ソワサントンズ(soixante-et-onze)           | -                                          |
| 75                 | ソワサンカンズ(soixante-quinze)            | -                                          |
| 76                 | ソワサンセーズ(soixante-seize)             | -                                          |
| 77                 | ソワサンディセット(soixante-dix-sept)      | -                                          |
| 80                 | カトルヴァン(quatre-vingts)                | -                                          |
| 85                 | カトルヴァンサン(quatre-vingt-cinq)        | -                                          |
| 87                 | カトルヴァンセ(quatre-vingt-sept)          | グルカ・ククシス                           |
| 88                 | カトルヴァンユイ(quatre-vingt-huit)        | -                                          |
| 89                 | カトルヴァンヌ(quatre-vingt-neuf)          | ルウ・スン                                 |
| 90                 | キャトフヴァンディス(quatre-vingt-dix)     | チコ・サイエンス                           |

## 1桁台
文字通りバスターマシン黎明期。1号機と2号機は合体することでガンバスターとなる。第四世代超光速大型宇宙船技術の粋を結集して作られた機動兵器。ガンバスター自体もすさまじい技術力で作られた兵器には違いないが、7号機との技術的、性能的違いは著しく、その間にどのような経緯があったかは未だ不明。

### バスターマシン1号、2号
双方ともに1人乗りの第4世代型特務宇宙戦艦。バスターマシン1号と2号が合体することでガンバスターとなる。ガンバスターがバスターマシン1号というわけではない。なお、この機体の後継機にあたるのがバスターマシン4号、5号である。

#### ガンバスター
バスターマシン1号と2号が合体した形態である、超光速万能大型変形合体マシン兵器。その戦闘能力は極めて高い。なお、合体の演出はかなり長く描写されているが、実際は一瞬で合体・分離できる。
量産型として合体機構を省略したシズラーが存在し、銀河中心部殴り込み艦隊に多数配属された。エルトリウムには同機が800機搭載されている。

### バスターマシン3号
超巨大ブラックホール爆弾。人類生き残り作戦「カルネアデス計画」のために建造されたもので、「有人航宙戦略爆弾」とも呼ばれる。爆弾ではあるが縮退炉とバニシングモーターを装備しており、自力での単独航行が可能。形状はラグビーボールのような楕円形をしており、中心部分には3万分の1サイズに圧縮された木星が核として封じ込まれている。その大きさは長径869km、短径415kmというとてつもないもので、月の4分の1にもなる。銀河系各恒星系に半径1万光年に亘って敷設された3,000本からなるスレイブユニットの起爆信管としての役割もある。また、建造が地球周回軌道上で行われたため、重力操作壁を展開して潮汐破壊を防ぐ「ロシュキャンセラー」が装備されている。
2034年に起工され、2047年に進宙した。投入される作戦の趣旨と、特攻爆弾兵器としての性質、そして銀河中心殴り込み艦隊との合流の成功率との兼ね合いから無人機とするか有人機とするかで意見が分かれ、どちらにも対応できるように建造されていた。結局沖女のコーチになっていたカズミがパイロットとして志願したため（彼女が志願するまでは、無人機として運用される予定であった）、彼女が搭乗して銀河中心部殴り込み艦隊との合流に成功する。最終決戦で宇宙怪獣による自爆特攻を受け、周囲に展開していたバリアーが崩壊した（割れた）ため、直接本体外郭への攻撃を許すこととなり、少なからず損害を被り完全には作動しなかったが、ガンバスターの縮退炉のうち1つ（バスターマシン1号のもの）による縮退連鎖を利用して再起動に成功。作戦通り爆縮を起こして超巨大ブラックホール「タンホイザー1」となり、宇宙怪獣の巣窟であるいて座A*を銀河系中心核ごと消滅させた。

### バスターマシン4号、5号、6号
宇宙戦闘機バスターマシン4号と5号が合体することでガンバスターの後継機であるグレートガンバスターとなる。『トップをねらえ! NeXT GENERATION』に登場（『電脳学園III トップをねらえ!』にもグレートガンバスターの名が登場するが、名前が同じなだけで関連性は特にない）。
第4世代と第5世代の技術を組み合わせて建造された、ガンバスターの強化発展型マシーン兵器。性能他は全長300m、重量10,000トン以上で、新型縮退炉の出力は事実上の無限大（搭乗者のジュン曰く「宇宙を丸ごと圧縮したみたい」）出力：3*10^23Gev/power、総推力：4*10^51hp*6。外観は初代機にさらにグレートマジンガーの意匠が混ぜられ、より鋭角なラインで構成されている。本機は作品によってカラーリングが異なっており、グレートアトラクター編に当たるコミック版『トップをねらえ! NeXT GENERATIONでは、白とピンクを基調としたカラーリングとなっているが、別編の『トップをねらえ! NEXT GENERATION ～発掘戦艦アレクシオン編～』では初代機同様の黒を基調としたカラーリングで描かれている。
本機の起動にはガンバスターを20メートルサイズに小型化した「マイクロガンバスター」がグレートガンバスターに合体することが必要である。マイクロガンバスターはバスターマシン6号との説もあるが、明言はされていない。
主な武装はバスタービーム、バスターミサイル、バスターコレダー（バスターコレダーマキシマム）、イナズマキックと初代機と共通している部分が多いがバスターブレードが新たに使用武器として搭載されている（脚部から取り出す）。バスターブレードは普通に剣として使う他にバスターコレダーの電撃を流し込む為の武器としても使用される（この攻撃はバスターサンダーアタックと本編中では呼称されている）。更に初代機にあったバスターシールドの代わりにバスターバリヤーという名のエネルギー障壁も張る事ができる。
前述の通り初代機と共通してる武器が多いが、縮退炉の出力が大幅に上がっているため、全武装の威力は初代機とは桁違いにパワーアップしており、例えばバスタービームは2億近い数の宇宙超獣（知性を持つ、宇宙怪獣の上位種）を一瞬の内に消滅させている。性格も相まってか搭乗者のマリナはバスタービームをグレートバスターウルトラスーパービームと呼んだりすることもあるが、具体的に普通のバスタービームと何が違うかについては言及が無い。

### バスターマシン7号
声 - 福井裕佳梨
ノノの真の姿である、地球帝国黄金期の最後の遺産。ガンバスターの2世代後の後継機。人間サイズに宇宙船とマシーン兵器、乗組員の機能をすべて兼任させた超高性能をコンセプトに挙げたと思われる、バスター軍団の中枢端末を担う自律人型人工知性体。第六世代の技術により造られており、バスターマシンとしての機能も、第四世代の技術を用いて建造された先の1号、2号とは一線を画している。ボディはバスター軍団同様ナノマシンの群体で構成されている。普段はノノという人間サイズの人工知能生命体として活動しており、メガネビュラでも野良アンドロイドとして診断された。先述のとおりナノマシンで構成された身体は、限りなく人間に近い構造となっている。瞳の十字が地球帝国軍の紋章に変化し、ピンクの髪の毛が燃える様な赤になった時が、バスターマシンとして機能し始めた証である（瞳の紋章変化は本来脚本に無く4話コンテを担当した庵野秀明のアドリブ演出であるらしい）。
その姿はドラソー提督を筆頭とする大人たちから、「宇宙怪獣の女王」「太陽系の女神」と崇められた。最後の戦いを終えた後、エグゼリオ変動重力源の持っていたブラックホールの根源である特異点を持ち去る。その際に多元宇宙内に存在する「時空検閲官の部屋」で対面したラルクに自分の想いを託し、別れを告げた。ちなみに、『地球帝国宇宙軍コミックス バスターマガジン』によると、7号とガンバスターの戦力を比較した場合、「（装備している武装の豊富さなどの要因で）ガンバスターの方が（わずかに）強い」としている。
ノノの声優の福井裕佳梨は、「ノノはユング・フロイトが、地球帰還後に銀河連邦初代大統領になったあとに作らせたものだと思う」と劇場版『トップをねらえ!』Blu-rayのオーディオコメンタリーで語っている。
フィジカルリアクター
7号に搭載された物理法則書き換え機関のことであり、胸と両手の甲に装備されている半円物。起動すると中心が赤・緑・青と3色に輝く、第6世代型宇宙船の特徴とも言える装備である。これは5世代の宇宙船ヱルトリウムに搭載されていた思考主推進機関を発展させたもので、純粋数学で周囲の空間の物理法則を書き換えて移動するそれを物質に対して応用し、如何なる物をも変化させ、望みの物体（必要であれば縮退炉すらも）を作り出すことが出来る。これにより、武装などの必要な機材を自ら作り出し、必要なくなれば最小限のシステムに移行する。また、物質に限らずエネルギーや重力子等の書き換えも可能である。高エネルギー弾を停止状態にし、分解・吸収する盾とすることが可能。さらに、縮退炉の生成、タンホイザー・ゲートを利用したワープ、瞬時に多数のマイクロブラックホールを生成・攻撃に用いることも可能。
一見無敵の装備に見えるが、フィジカルリアクターには効果が及ぼせる有効範囲があるらしく、7号が小型であるのもそれが起因しているらしい。広範囲の攻撃を防ぐことはできず、敵に使用してその存在を消し去るようなことも不可能。そのため彼女の手足となって戦い広範囲をカバーするバスター軍団が配備されている。
また、バスターマシン7号時の装備はノノ時の体内には存在せず、フィジカルリアクターによって周囲の構造物を武装として変換している。
イナズマキック
ノノ時に使用した技。敵に対してキックを叩き込む、もはや伝統の技。
バスタービーム
フィジカルリアクターによる純粋数学での物理法則を書き換えて精錬されるビーム。星すらも貫通する。
バスタービーム・スラッシュ
バスタービームの変化技。発射中に両腕を開くことで目標を両断できる。
バスターミサイル
脚部三重六連装ミサイルサイロ八基から発射される高速発射されるミサイル。ミサイルは光学兵器のように見え、発射後は目標を追尾する内実はホーミングレーザーに近い。ここではミサイルを「遠隔操作や自律飛行によって目標を攻撃する兵器」という意味で使用していると推察されている。サイロ裏側は加速用ブースターとして用いることもできる。
アドミラル・ホーン
バスター軍団の指揮に用いられる頭頂部のアホ毛。バスター軍団は単純な吶喊のほか、搭載されたバスタービーム・バスターコレダー・ミサイルなどの旧世界の超兵器を使用可能。
イナズマダブルキック
バスターマシン19号と共に放つイナズマキック。これにより、ダイバスターでも勝てなかったエグゼリオ変動重力源を撃破する。

#### ダイバスター
太陽系の最終防衛ラインたる「太陽系防衛システムの集合構造体」。その大きさは本来の人間サイズではなく、全高が地球とほぼ同じ大きさであり、最大級のバスターマシンであったバスターマシン3号機（長径869km、短径415km）を優に超える大きさだが、計画遂行までの完成に間に合わず未完成の為（本来はブラックホールエグゼリオを主動力として使用する筈であったが、エグゼリオ変動重力源に奪われてしまった）、グレートガンバスターにはエネルギー出力において劣るとされる（完成していれば出力、戦闘力共にグレートガンバスターを上回る）。また、体には『トップをねらえ!』でパイロット達の着ていたコスチュームと同じデザインが施されている。
未完成のままエグゼリオ変動重力源と戦うも、攻撃はことごとく効かず、地球を守りながらの戦闘の末、大破している。
ウルトライナズマキック
巨体から繰り出すイナズマキック。エグゼリオ変動重力源の体に突き刺さりはするも、あまり効果はなかった。
『第3次スーパーロボット大戦Z 天獄篇』では究極イナズマキックとも呼ばれる。
バスターコレダー
両足から放つ強力な電撃。ウルトライナズマキックからの連続攻撃で使用されたが、これもエグゼリオ変動重力源には効かなかった。
バスタービーム
両腕から放つ通常の12000倍の威力を誇る極大のビーム。これもまたエグゼリオ変動重力源には効かず、逆に軌道を捻じ曲げて返されてしまった。
『第3次スーパーロボット大戦Z 天獄篇』ではダイバスタービームとも呼ばれる。

## 10番台
ディスヌフ（19号機）以外に現存するバスターマシンはないが、近接戦闘をコンセプトに挙げられていたらしい。失われた技術である縮退炉が搭載されているが、時を経て封印（除去）されていた事が確認される。なお、7号のようなフィジカルリアクターは装備していないらしく、19号の姿のときも推進力はブースターによって得ている。エグゼリオ変動重力源との戦闘時、ラルクの想いに応えて封印を解除、バスターマシン本来の力を発揮する。操縦にはトップレスなどの超・能力は必要なく、「普通の女の子」でも操縦可能である。パイロット用の戦闘服は初代バスターマシン時代と同じ。

### ディスヌフ
19号機（仏語：dix-neuf）。パイロットはラルク・メルク・マール。
学ランのようなコートを纏った大男に見えるシルエット（フォルム的には不良番長・バンカラに近い）を持つバスターマシン。2の時代では他に20番台以降しか残っていないため、最古のバスターマシンとなる（1号、2号、7号を除く）。最古の名に恥じぬ歴戦の勇者で、その全身に戦傷がある。左腕は60番台のパーツを流用した義手であり、右目を貫く角はおよそ500年前の戦闘で突き刺さったものである（修理しないのは、角が脳幹をかすめており、下手にいじると貴重な戦闘経験値を失いかねないことと、ディスヌフ自身が修理をいやがったことによる）等、改装と修繕を重ねてきたことが一目で分かる。
追加装備、装甲コートによって、ロケット形態への変形が可能。「長距離侵攻セット」を装着することで遠隔地での作戦行動もこなす。ラルクのエキゾチックマニューバにより量子化され、瞬時にパイロットの元へ転送される。また、少なくとも彼以降のバスターマシンには搭乗者であるトップレスが乗り込むためのコックピット兼動力炉が存在する。ディスヌフは劇中にて自力でこれを排し、そこへ縮退炉を取り込むことで本来の力を発揮した（ディスヌフが縮退炉を取り込むシーンはガンバスターが体内から縮退炉を掴み出すシーンの逆パターンの演出となっている）。この際、ラルクは頭部の本来のコックピットへと移っている。なお、縮退炉のデザインは本物の心臓を模したものとなっており、トップレス用コックピットのデザインは医療用人工心臓を模したデザインとなっている。
また、過去のパイロット達による各部への落書きが今も残っており、胸部装甲内には40世代も前の落書きもある。
ガンバスター同様、劇中では使用されていない武装があり、バスタークラッシャー（釘バット）を使ったバスターホームランをはじめ、バスタートマホーク、バスタースピアなどが存在する。
バスタービーム
両手の甲にあるマークを合わせることで発射。
バスターキャノン
指先から発射される。初弾装填に時間がかかるのは「トップ」世界の常識。
バスターゲイター
装甲コート内に装備された下駄型打撃兵器。
バーニングウォール
装甲コート内に装備された多連装ミサイル。
バスターマイト
腕部装甲が開放されたときに発射される全方位ミサイル。
イビルガイザー
装甲コート解放後に背中に現れる鬼の顔から発射されるビーム角。解放後の装甲コートは大型ビーム砲として運用。
バスター雷王星落し
ラルクのエキゾッチックマニューバにより雷王星を転送、敵に叩き付ける技。エグゼリオ変動重力源に対して使用し、秒速20kmで直撃、ダメージを与えたが致命傷にはならず、ついでに衝撃波で周囲のバスター軍団を消滅させてしまった。なお、この攻撃方法が後のドゥーズミーユによる質量攻撃に応用されることになる。

#### バスターマシン19号
非常用脊椎通路を上った先にある人工知能内部の「真の操縦席」を用い、縮退炉を装備することで取り戻したディスヌフの真の姿。
ダイバスター（ノノ）を助けたい一心で脊椎通路を上って人工知能内に向かったラルクのために、右目の角を自ら引き抜いて19号としての操縦席へ続く道を開き、胸部装甲を排除して停止したバスター軍団パララゴン級の縮退炉を取り込むことで19号に変化した。
全身の装甲がコンパクトに格納されたことにより体格は若干縮小。口元の装甲が外れており、パイロットが話すのに合わせて口パクするようになった。また、マントはトップレス能力の最大発動状態には青く光っていたが、エネルギーとナノマシンの燃焼により赤く光る状態になっている。
性能的には7号に比べて劣ると言わざるを得ないが、ラルクとノノの「努力と根性」によりエグゼリオ変動重力源を徒手空拳で撃破する活躍を見せた。
ブラックホールの破壊後はラルクをバスターマシン公社に送り届け、その役目を終えている。
イナズマダブルキック
ラルクとディスヌフ、そしてノノの努力と根性により、ブラックホールすら破壊するイナズマキック。
イナズマキック
『第3次スーパーロボット大戦Z 天獄篇』で使用。単体で放つ伝統伎。
バスタービーム
バスターキャノン
バスターゲイター
『第3次スーパーロボット大戦Z 天獄篇』で使用。バスタービームは単体とMAP兵器の二種類がある。

## 20番台
軽量なボディを生かして、近接戦闘用の斧や刀を装備して斬りこむことを想定したマシン。また、戦闘力を上げるための武装が追加装備されている。稼働数は2機。

### ヴァンドゥ
22号機（仏語：vingt-deux）。20番台の特徴である軽装、機動性重視型であり、近接戦闘仕様となっている。脚部ブースターと大型剣が特徴。必殺技はバスターチェスト。パイロットはゴウヤ・レイシ。

### ヴァンセット
27号機（仏語：vingt-sept）。パイロットはニコラス・バセロン。
二十番台のコンセプト通り、細身による高機動接近戦を得意とする機体。本来の武装は刀だけだが、ニコラスのトップレスに合わせて翼状パーツ追加の改修が施され、連装砲塔やアンプリファ（バスターメガテックPK発動機）を装備。それにより、エキゾチックマニューバ「バスターメガテックPK」を発揮する。軍艦艇にある電脳クジラへのハッキング行為や、物体を変化させ、宇宙戦艦を怪獣のように変えて操る事、羽を刀とそれを持つ腕に変える事などが可能。
第2話では軍艦艇を操って宇宙怪獣と戦闘、その後、二刀流での斬撃にて撃破。
ニコラスが「あがり」を迎え、フラタニティを卒業した後は、慣例通り他の者が引き継いで搭乗しているらしい描写も（ディスヌフの出撃シーンにおいて、敬礼するバスターマシンの列にヴァンセットの姿がある）。
バスターエックス攻撃
ラルクの搭乗するディスヌフとの連携技だが、技の全容は不明。

## 30番台
20番台の一部による実績で示唆された増加装甲の有意性から、30番台は重武装、重装甲をコンセプトに建造された。現存数は4機（トラントロワは大破）。

### トラント
30号機（仏語：trente）。

### トラントロワ
33号機（仏語：trente-trois）。第二次カイパーベルト海戦におけるディスヌフの僚機。戦闘により行方不明となっていた。第4話にて冥王星に発見され、ノノとかつての栄光を求めるカシオが回収に向かったが、すでに白骨化していた。

### トランサン
35号機（仏語：trente-cinq）。様々な武器を搭載した5本の腕状の装備を持ち、巨大な掌に変形する。パイロットはヴィータ･ノヴァ。元デザインは視聴者からの公募（ヴィータも公募デザイン）。
デスアンカー
5本の腕から発射した鎖を的に打ち付け、電流を流す。

### トランシス
36号機（仏語：trente-six）。パイロットはニャーン・ヌォク・チャム。全身に多数の火器が標準装備されている。両腕両足は同型の連装砲になっており、専用ユニットを装備することで移動砲台としての運用も可能。タイタン変動重力源との戦闘で大破。ニャーンも戦死した。

## 40番台
さまざまな実験的試みがされた特殊なバスターマシン。44号機と48号機は実験中の大事故によって現在も封印されているらしい。封印中の機体も含め現存数は3機。

### カランドゥ
42号機（仏語：quarante-deux）。非dh型（一卵性双生児の二人の頭脳媒体としてトップレス能力を発揮するタイプ）対応であり、カランドゥAとカランドゥBの合体によって形成、能力を発揮する。本来は封印されていた機体だがサーペンタインの双子の政治力により例外的に運用されている。タイタン変動重力源による攻撃で爆散、双子も消滅。

### カランカトル
44号機（仏語：quarante-quatre）。過去に起こした重大事故により封印中。

### カランユイ
48号機（仏語：quarante-huit）。同じく封印中。

## 50番台
30番台以上の火力と、単独での長距離侵攻、宇宙制圧に主眼をおいたシリーズ。その結果、宇宙戦艦並みの巨大さとなっている。結果、50番台で編成された部隊による神無月星宙域大海戦では、超硬度外殻を持つ宇宙怪獣を相手に多大な戦果を挙げた。稼働数は4機。

### サンカント
50号機（仏語：cinquante）。パイロットはロイ･アニャン。全長170m級戦艦型バスターマシン。搭載された重火力で、戦艦クラスの戦闘が可能。頭部は、宇宙戦艦ヤマトの艦橋部に酷似した形状を持つ。タイタン変動重力源との戦闘で撃沈。ロイも死亡した。

### サンカンドゥ
52号機（仏語：cinquante-deux）。

### サンカンサンク
55号機（仏語：cinquante-cinq）。パイロットはカトフェル・パタタ。やはり戦艦級の超大型バスターマシンだが、サンカントとは違って変形しない。
両手指に大出力砲を装備。

### サンカンヌ
59号機（仏語：cinquante-neuf）。

## 60番台
50番台の問題点である汎用性の低さをカバーするために、中距離火器と格闘戦を想定した装甲、機体サイズも50m程度に抑えられたオールラウンドを目標としたシリーズ。稼働数は7機。

### ソワサント
60号機（仏語：soixante）。全身が兵器として独立した機構を持ち、ドリル、ヌンチャク、スピアーとして他のバスターマシンの武装として運用する事も可能で、パイロットはシトロン・リモーネ。

### ソワンテアン
61号機（仏語：soixante-et-un）。肩のスパイクシールドと手足のハーケンが武器。激昂したグルカを止めようとした所、巻き添えを喰らって撃破。パイロットのパシカ・ペスカ・ペルシクムも死亡。

### ソワサンドゥ
62号機（仏語：soixante-deux）。両掌の特殊火器や刃状展開する両腕による近接戦闘を主体とする機体。展開した両腕を刃にして突撃する「バスター飛燕斬」という技を持つが、劇中では披露しない。パイロットはワシーリ・イワノヴィッチ。ソワサンドゥ･ワシーリの元デザインはともに視聴者からの公募。
サザンクロスシュート
両掌から手裏剣のような特殊火器を放つ。

### ソワサンカトル
64号機（仏語：soixante-quatre）。

### ソワサンシス
66号機（仏語：soixante-six）。チコ・サイエンスのマシンだったが、第3話で木星急行に一瞬の隙を突かれて破壊され、再建不可能と判断され廃棄。オールラウンド性の高いバスターマシン。
バスターオーブ
攻守に用いる、超電磁ビームで誘導される鉄球状の多方向ビーム砲。

### ソワサンユイ
68号機（仏語：soixante-huit）。

### ソワサンヌフ
69号機（仏語：soixante-neuf）。

## 70番台
60番台の思想を受け継ぎつつ、防御重視としたシリーズ。十分な性能を発揮したが、建造コストの高騰が問題視される。本編には名前すらも出てこない不幸な世代。稼働数は5機。

### ソワサンディス
70号機（仏語：soixante-dix）。

### ソワサントンズ
71号機（仏語：soixante-et-onze）。

### ソワサンカンズ
75号機（仏語：soixante-quinze）。

### ソワサンセーズ
76号機（仏語：soixante-seize）。

### ソワサンディセット
77号機（仏語：soixante-dix-sept）。

## 80番台
80番台は当初コストを抑えることを目標とし、不要と思われる武装を排除することで量産性を高めようとした。しかしその結果、その性能では宇宙怪獣には太刀打ちできず、建造された80〜84号機（前半）のうち80号機を除く4機が簡単に撃墜された。それを反省して85番台以降（後半）は少数精鋭による絶対防衛網「バスターマシン30機体制」を満たすため、高機動・一撃離脱を目標に建造され、仕様要求を満たすために非人間型が採用された。稼働数は5機。

### カトルヴァン
80号機（仏語：quatre-vingts）。前半の機体。

### カトルヴァンサン
85号機（仏語：quatre-vingt-cinq）。後半の機体。

### カトルヴァンセ
87号機（仏語：quatre-vingt-sept）。後半の機体。突撃形態から迎撃形態に変形可能。ニャーンが死んだことに激昂したパイロットのグルカ・ククシスが、タイタン変動重力源にオリジナルの必殺技のバスター岩石落としを試みるが先制攻撃を受けて撃破される。グルカも死亡。

### カトルヴァンユイ
88号機（仏語：quatre-vingt-huit）。後半の機体。

### カトルヴァンヌ
89号機（仏語：quatre-vingt-neuf）。後半の機体。高速移動時には下半身が変形する。分身を作り単体でのバスターX攻撃が可能。パイロットはルウ・スン。
バスターブロッサム
ビーム砲を備えたブースターを遠隔操作する必殺技。

## 90番台
80番台後半より提唱された「バスターマシン30機体制」は充分な戦果を上げる結果となり、それを後押しする機体として新規開発された90番機がキャトフヴァンディスである。80番台後半の一撃離脱戦法を継承しつつ、より反映性の高い人型に回帰し、また他のマシンと比べても小型の機体として設計された。従来機の集大成であると同時に、エキゾチックマニューバを特殊火器に応用する新技術の導入が試みられている。

### キャトフヴァンディス
90号機（仏語：quatre-vingt-dix）。数十年ぶりに新造された最新鋭機。80番台後半のコンセプトを反映しつつも、高機能を維持したまま全長40mとコンパクトな機体にまとめることが可能になった。
エキゾチックマニューバーを特殊火器に応用する新技術が採用されており、戦況を人類側の有利に一気に傾けるのではないかと期待されていた。
完成したばかりの状態では戦闘経験値を持たないため、パイロットの選定基準が他のバスターマシンと異なるとされ、劇中ではバスターマシン自身が乗り手を選ぶと噂された。誰がパイロットになるかでノノとチコが争ったが、結局チコが搭乗。初の実戦となった木星急行迎撃戦ではバスタースマッシュで木星急行を全滅させた。
その後、タイタン事件、火星沖の本土決戦にも参加したが最後まで健在。なお、人類が本土決戦後に縮退技術を取り戻したため、トップレス能力で稼働するバスターマシンとしては最後の機体になった可能性がある。
バスタースマッシュ
エキゾチックマニューバを応用した特殊火器。マイナス1兆2000万度の冷凍光線（肩パーツの部分で精錬される）を、スカート状の装甲に収納されているテニスラケットで打ち出す。目標に直撃させるだけでなく、戻ってきた光線を手のひらで受け止めて近くの目標を凍結することも可能。なお、ラケットがなくても発射することは可能。
もちろん作中のセリフにも登場する通り、マイナス1兆2000万度という温度は物理的に存在しないので、何が起こるか分からないらしい。実際に使ったチコは、過去へのタイムスリップを体験している。
マイナス1兆2000万度の元ネタは、二つある。一つは、前作トップをねらえにおいて、バスタービームの温度が絶対零度より遥かに低いマイナス何十万度であると言う遊び設定がムック等により存在した事である（ただしバスタービームには冷凍光線と言う設定はない）。
もう一つは、『ウルトラマン』の「悪魔はふたたび」の回に登場する怪獣アボラスとバニラが封印された年代の数字である。同作中において、二怪獣は3億5千年前の昔に封印されたとの発言が度々登場するが、これは数字のみで表記すると300005000年となり非常に桁が中途半端であり、3億5千万年前の間違いがそのままになっているのではないかと言う事が囁かれていた。これに対して、マイナス1兆2000万度も数字では-1000020000000度となり、"数字が中途半端である"と言う事自体を冗談として取り入れている。
なお、製作者のコメントによると、劇中におけるチコのタイムスリップ体験は、意識だけが過去に飛ぶような精神面的なものだが、だからと言って幻覚の類ではないとの事。
タイムマシンによる過去の改変と言ったタイムパラドックスを避けるには、過去に対して影響を与えてはならないが、その方法として、この現象では情報的に過去を再現すると言う事が起きている。
過去に実際に起きた出来事ではないが、その時点でその人がどう考えていたか、もし会えたならば本物なら何を言うかが再現されているため過去を見ると言うタイムマシンの効果が得られている。これにより、チコは過去の病床の少年から（実際には無かった窓の外を向いて話し掛けると言う動作によって）、ピアスが実は雪ダルマの顔のパーツであったと言う情報を、時を超えて教えてもらえている。

## ドゥーズミーユ
正確にはバスターマシンではないが、強く関連するためここに記載する。ドゥーズミーユ(douze-mille)はフランス語で12000のこと（地球の大きさであるとともに、トップをねらえ!の世界で重要な意味を持つ数字でもある）。
バスターマシン3号と平行して地球脱出用に建造されていた超大型エーテル流加速器を兵器として転用したもので、ラルクが搭乗したディスヌフが先端部で操縦する。ラルクのエキゾチックドライブにより軌道ロープウェイのラインを高速回転。亜光速にまで加速させた後、牽引した地球を「本土決戦用特別攻撃最終質量兵器 地球」として変動重力源に衝突させて超重力崩壊を起こすことで、変動重力源をブラックホールにたたき落とすことを目的に建造された。
亜光速に加速する段階までは順調に進んだが、突如帰還したダイバスターに止められてしまう。これに対してラルクはドゥーズミーユ本体を自身の能力によってバスターマシン状に再構築し、ダイバスターを攻撃する。戦闘中にラルクのトップレスが消滅したことで分解してしまい、変動重力源もバスターマシン7号及び19号により直接撃破されたため、最終的に使用されることはなかった。なお、ダイバスターに破壊された軌道ロープウェイはその後修理して使用しているらしい。

## バスター軍団
『トップをねらえ2!』にて当初宇宙怪獣と思われ、永い間人類と戦い続けてきた存在。
その実体はバスターマシン7号を中核とした無人バスターマシンによる太陽系絶対防衛システム。7号1人に従い、7号の手足となって敵と戦う。太陽系外から侵入してくる変動重力源の迎撃及びブラックホールエグゼリオに捕われている変動重力源の封印を目的とする。
エクセリヲンがブラックホール爆弾として使用されたことで発生した太陽系新11番惑星ブラックホールエグゼリオ周辺を製造工場（巣）とし、ブラックホールの潮汐力をエネルギー源、ブラックホールに引き込まれつつある太陽系旧13番惑星雷王星の構成物を材料に使っている。ボディーはナノマシンにより構成されており、失われた縮退炉技術が使われているほか、内部には旧世界の超兵器が搭載されている。自己修復・自己進化が可能で、人類のケアがなくても黙々と働き続け、より強大に、より効率的に進化してきたが、その姿は皮肉にも旧来の敵である変動重力源(宇宙怪獣)と瓜二となってしまった。
バスター軍団がこれまで人類と戦い続けてきた理由は、人類の中に生まれた新たな可能性「トップレス」を、変動重力源（宇宙怪獣）と同じ脅威に感じ取ったこと、一方でバスター軍団の存在を忘れた人類側は自己増殖・進化したバスター軍団を宇宙怪獣と勘違いしたためであった。
ただし、バスター軍団が真の宇宙怪獣ではないという事実が判明した後も、地球人類は相変わらずバスター軍団を宇宙怪獣と呼び続けている（本当の宇宙怪獣のことは変動重力源と呼んでいる）。
変動重力源の出現・戦闘により、ブラックホールエグゼリオと雷王星が失われ巣が壊滅した後は、7号の指示に従い、巣の跡地にほぼ総てのバスター軍団が集結し、さらに太陽系周囲を囲んでいたガス雲「赤い天の川」を吸収して（この際今まで観測不能だった宇宙域が観測可能になり、凍結していたヱルトリウムを始とした凍結艦隊（銀河中心殴り込み艦隊）らしき遺跡群が発見されている）、7号を中核とした太陽系防衛システムの集合構造体ダイバスターへと合体した。その後忽然と姿を消していたが、最終決戦に際し、亜空間より出現し戦闘を行っている。ダイバスターとドゥーズミーユ及びエグゼリオ変動重力源との戦闘により、多数のバスター軍団が失われ、ノノがダイバスターを破棄しエグゼリオ変動重力源を撃破したことでブラックホールが崩壊してしまい特異点がむき出しになった。そのためビッグバンが起こりそうになる所をバスター軍団がその特異点を包み込み消滅した。同時に残ったバスター軍団は崩壊した。

### 種類
ツインテール級（斥候偵察型）　
隕石に偽装して火星に侵入した全長40mほどの宇宙怪獣。目的はバスターマシン7号の探索。ディスヌフとの戦闘でバスタービームを放っている。名前は『帰ってきたウルトラマン』の怪獣「ツインテール」から。
ビーストロン級
火星宙域に超高速で現れたツインテール級の母艦。全長1,500mの万能型母艦タイプ。光子魚雷と思われる攻撃を行い、ハトリ艦隊を一蹴した。名前は同じく怪獣「アーストロン」から。仕様が若干違う弟タイプ・ゴーストロン級も存在している。
ザザゴラス級（木星急行）
木星宙域をひたすら周回し、定期的に大圏航路を妨害するバスター軍団。タイタン変動重力源の監視と対応が目的と思われる。巡航時はエーテル流の抵抗を減らすためナノマシンによる柔軟素材に覆われているが、戦闘態勢をとるときは皮が捲れるように変形し強固な槍状の衝角をむき出しにして突進攻撃を仕掛ける。名前は同じく怪獣「ザゴラス」から。
パララゴン級
バスターマシン7号（ノノ）の直衛機。傷ついたバスターマシンの盾になったり、回収作業なども行った。ビーゴン級と同じく、コレダー攻撃を行うことが出来る。変動重力源との戦闘で機能停止していた本級の一体がディスヌフへ、縮退炉を移植している。名前は同じく怪獣「パラゴン」から。目をよく見ると、ガンバスターやシズラーと同様のカメラアイとなっている。
ビーゴン級
全長10〜300mと様々な大きさのものがあるパララゴン級の上位機（そのため、「宇宙怪獣は成長する」という誤解の元となった）。正面から見ると星型をしている。縮退炉を全力運転すると先端部が赤熱・硬質化し、敵に特攻してコレダー攻撃を行う。バスター軍団の主力。名前は同じく怪獣「ビーコン」から。
ボクスター級
二本角を備えた全長20mの突撃ミサイル艇。体内に大量のミサイルを蓄えている。ロングレンジからの光子ミサイル攻撃を基本戦術とするが、単艦で敵陣深く斬り込み、クラスター系の爆弾で殲滅する戦法も可能。また、そのミサイルの中には変動重力源の肉を溶かす溶解弾もあるとか。名前は同じく怪獣「オクスター」から。
ベムバスター級
通常の戦闘ではほとんど姿をあらわさないバスター軍団の近衛。普段はバスター軍団の巣を守っている。全長5,500mの巨大な威容を誇り、バスター軍団の母艦として機能して内部で改修・修理を行う。ボディは星間物質を吸収し、内部でエネルギーや素材に変換することが可能。ダイバスターへの合体後もいくつかの個体は、この形態のまま直衛にあたっていた。名前は同じく怪獣「ベムスター」から。
シルバーブルーメ級
超高出力のロシュキャンセラーにより重力操作壁を展開可能な機体。全長はバスター軍団中最大の8,000m。ブラックホールエグゼリオから重力変動源が溢れ出そうとする裂け目を、折り重なるようにして塞ぐ事で、封印してきたバスター軍団。複数の機体が集まることで装甲部を形成する。名前は『ウルトラマンレオ』に登場した円盤生物「シルバーブルーメ」から。
ババルー級
全長150m、六角形の形をしたバスター軍団。強固な防御装甲を持ち、母艦に対する攻撃を防ぐのが任務。複数の機体が集まることで壁や装甲部を形成する。爆発や直接攻撃などは装甲で吸収し、光学兵器は拡散・反射することが可能。ダイバスター形態ではこの機体が重要部分の装甲となる。また、体内に若干のペイロードを有し、そこに予備の縮退炉を積みさらに外装に触手や衝角を取り付けることでパララゴン級等に偽装することができる。そのため「変装怪獣」の異名を持つ。名前は同じく宇宙人「ババルウ星人」から。
その他
巨大な目玉のようなビーム砲をもつアクマニアン級、重装甲のプリズマー級、大型で凶悪な一本角をもつビーキング級、小型宇宙怪獣ノコギリン級などが確認されている。（名称由来はそれぞれ「アクマニア星人」「プリズ魔」「ブラックキング」「ノコギリン」）